# Débito
El débito contable es una constancia que sirve para comprobar que se ha cumplido con el pago o solución de una obligación o prestación de un servicio o producto. Los recibos son documentos escritos que pueden ser públicos, aunque con mayor frecuencia son de carácter privado, en los cuales el acreedor o accipiens de una obligación reconoce expresamente haber percibido dinero u otra cosa por parte del deudor o solvens. Requiere la expresión de la fecha, la firma del que recibe, la mención del importe o la designación de la cosa y el título de la obligación, para que no se confunda con el préstamo, el depósito u otro negocio jurídico en que medie dación material.